# Королевская усыпальница во Фрогморе
Королевская усыпальница во Фрогморе — кладбище, используемое британской королевской семьей.
Территория кладбища была освящена 23 октября 1928 года. В центре находится построенный в 1862 году Королевский мавзолей, в котором покоятся королева Виктория и принц Альберт. Усыпальница находится в Фрогмор-Эстейт, части Виндзорского парка, в графстве Беркшир. Многие члены королевской семьи, как правило, за исключением монархов и их супругов, были похоронены на территории усыпальницы. Среди них дети королевы Виктории: принцесса Елена (1846—1923), принц Артур (1850—1942) и принцесса Луиза (1848—1939); и один монарх, Эдуард VIII (1894—1972). В прилегающих Фогморских садах находится мавзолей матери королевы Виктории, принцессы Виктории Саксен-Кобург-Заальфельдской.

## Захоронения в Королевской усыпальнице

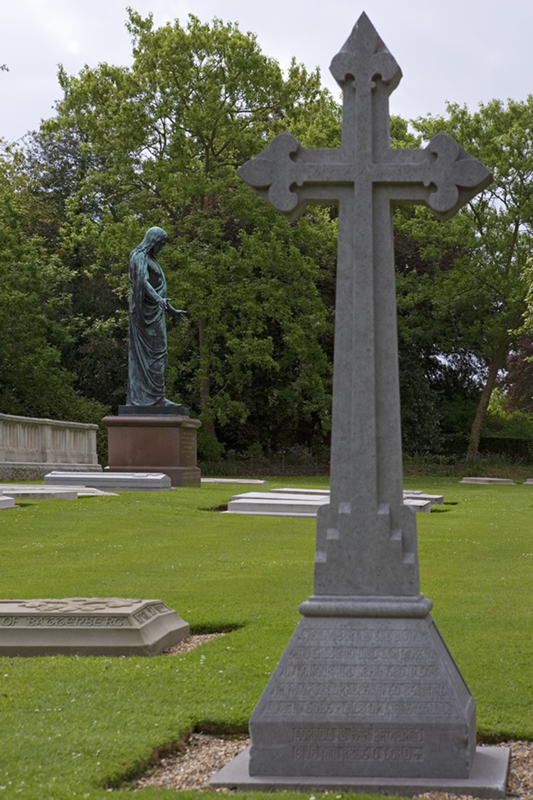
Королевская усыпальница во Фрогморе.

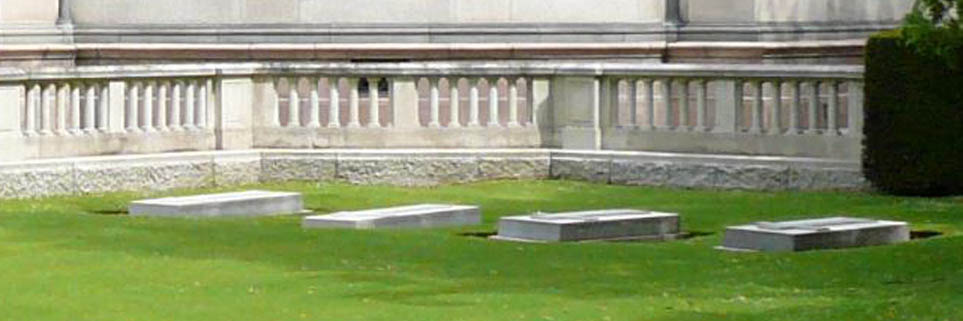
Участок Шлезвиг-Гольштейнов на территории усыпальницы во Фрогморе.

### Перезахоронения в 1928 году из часовни Святого Георгия
Некоторые члены британской королевской семьи, перезахороненные на этом кладбище в 1928 году, ранее были похоронены в Королевском склепе в часовне Святого Георгия.
- 1928 Принц Харальд Шлезвиг-Гольштейнский (1876—1876), сын принцессы Елены Великобританской. Был похоронен в Королевском склепе часовни Святого Георгия до перезахоронения в Королевской усыпальнице в конце октября 1928 года. Его гроб находится в той же могиле, что и гроб его матери.
- 1928 Принц Франц Текский (1870—1910), брат королевы Марии. Заупокойная служба в часовне Святого Георгия в Виндзоре 5 ноября 1910 года, затем похоронен в Королевском склепе часовни Святого Георгия; перезахоронен в Королевской усыпальнице в конце октября 1928 года.
- 1928 Принцесса Луиза Маргарита, герцогиня Коннаутская (1860—1917), супруга принца Артура, герцога Коннаутского. Кремирована вечером 18 марта 1917 года; первый член королевской семьи, чьё тело было кремировано, прах положен в дубовый гроб на время заупокойной службы в часовне Святого Георгия 19 марта 1917 года, затем помещён в Королевский склеп часовни Святого Георгия; перенесён в Королевскую усыпальницу в октябре 1928 года.
- 1928 Принц Кристиан Шлезвиг-Гольштейнский (1831—1917), супруг принцессы Елены Великобританской. Заупокойная служба в часовне Святого Георгия в Виндзоре 1 ноября 1917 года, затем похоронен в Королевском склепе часовни Святого Георгия; перезахоронен в Королевской усыпальнице в конце октября 1928 года.
- 1928 Лорд Леопольд Маунтбеттен (1889—1922), внук королевы Виктории через свою мать принцессу Беатрису Великобританскую. Заупокойная служба в часовне Святого Георгия в Виндзоре 1 мая 1922 года, затем похоронен в Королевском склепе часовни Святого Георгия; перезахоронен в Королевской усыпальнице в конце октября 1928 года.
- 1928 Принцесса Елена Великобританская (1846—1923), дочь королевы Виктории, супруга принца Кристиана Шлезвиг-Гольштейнского. Заупокойная служба в часовне Святого Георгия в Виндзоре 15 июня 1923 года, затем похоронена в Королевском склепе часовни Святого Георгия; перезахоронена в Королевской усыпальнице в конце октября 1928 года.
- 1928 Адольф Кембридж, 1-й маркиз Кембриджский (1868—1927), бывший принц Текский, брат королевы Марии и супруг Маргарет Кембридж, маркизы Кембриджской. Заупокойная служба в часовне Святого Георгия в Виндзоре 29 октября 1927 года, затем похоронен в Королевском склепе часовни Святого Георгия; перезахоронен в Королевской усыпальнице в конце октября 1928 года. Его гроб находится в той же могиле, что и гроб его жены.
- 1928 Руперт Кембридж, виконт Трематон (1907—1928), сын Александра Кембриджа, 1-го графа Атлонского. Заупокойная служба в часовне Святого Георгия в Виндзоре 19 апреля 1928 года, затем похоронен в Королевском склепе часовни Святого Георгия; перезахоронен в Королевской усыпальнице в конце октября 1928 года.

### Захоронения в 1929—1950 годах

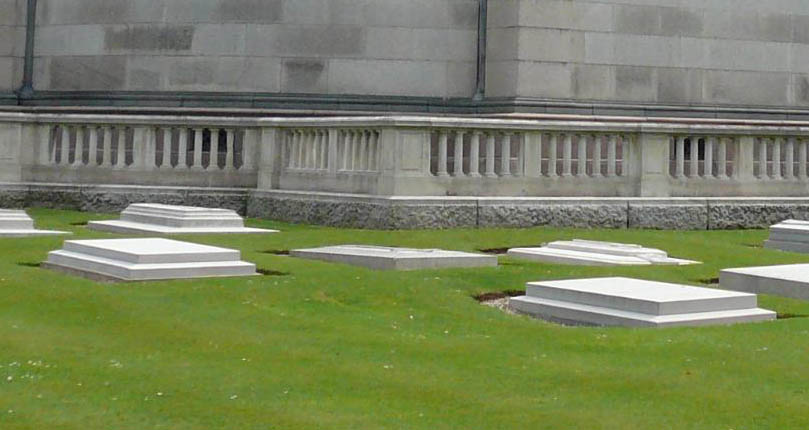
Могила принцессы Луизы Великобританской, герцогини Аргайл (в центре) на территории Фрогмора.

- 1929 Маргарет Кембридж, маркиза Кембриджская (1873—1929), супруга 1-го маркиза Кембриджского. Заупокойная служба в часовне Святого Георгия в Виндзоре 30 марта 1929 года, затем похоронена в Королевской усыпальнице. Её гроб находится в той же могиле, что и гроб её мужа.
- 1935 Принцесса Виктория Великобританская (1868—1935), дочь короля Эдуарда VII. Похоронена в Королевской усыпальнице 9 декабря 1935 года.
- 1938 Принц Артур Коннаутский (1883—1938), сын принца Артура, герцога Коннаутского. Заупокойная служба в часовне Святого Георгия в Виндзоре 16 сентября 1938 года, затем похоронен в Королевском склепе часовни Святого Георгия; перезахоронен в Королевской усыпальнице 22 сентября 1938 года.
- 1940 Принцесса Луиза, герцогиня Аргайл (1848—1939), дочь королевы Виктории, супруга 9-го герцога Аргайла. Кремирована, прах положен дубовый гроб на время заупокойной службы в часовне Святого Георгия в Виндзоре 12 декабря 1939 года, затем помещён в Королевский склеп часовни Святого Георгия; перенесён в Королевскую усыпальницу 13 марта 1940 года.
- 1942 Принц Артур, герцог Коннаутский (1850—1942), сын королевы Виктории. Заупокойная служба в часовне Святого Георгия в Виндзоре 23 января 1942 года, затем похоронен в Королевском склепе часовни Святого Георгия; перезахоронен в Королевской усыпальнице 18 марта 1942 года.
- 1948 Принцесса Елена Виктория Шлезвиг-Гольштейнская (1870—1948), дочь принцессы Елены Великобританской. Заупокойная служба в часовне Святого Георгия в Виндзоре 17 марта 1948 года, затем похоронена в Королевской усыпальнице.

### Захоронения в 1950—1980 годах
- 1956 Принцесса Мария Луиза Шлезвиг-Гольштейнская (1872—1956), дочь принц Кристиана Шлезвиг-Гольштейнского и принцессы Елены Великобританской; внучка королевы Виктории. Заупокойная служба в часовне Святого Георгия в Виндзоре 14 декабря 1956 года, затем похоронена в Королевской усыпальнице.
- 1957 Александр Кембридж, граф Атлонский (1874—1957), брат королевы Марии и супруг принцессы Алисы, графини Атлонской. Бывший принц Текский, генерал-губернатор Южно-Африканского Союза и генерал-губернатор Канады. Заупокойная служба в часовне Святого Георгия в Виндзоре 19 января 1957 года, затем похоронен в Королевской усыпальнице. Его гроб находится в той же могиле, что и гроб его жены.
- 1968 Принц Георг, герцог Кентский (1902—1942), сын короля Георга V, супруг принцессы Марины, герцогини Кентской. Заупокойная служба в часовне Святого Георгия в Виндзоре 29 августа 1942 года, затем похоронен в Королевском склепе часовни Святого Георгия; перенесён в Королевскую усыпальницу 29 августа 1968 года, через день после похорон его жены.
- 1968 Принцесса Марина, герцогиня Кентская (1906—1968), супруга принца Георга, герцога Кентского. Похоронена в Королевской усыпальнице 30 августа 1968 года.
- 1972 Принц Эдуард, герцог Виндзорский (1894—1972), старший сын короля Георга V и бывший король Эдуард VIII. Заупокойная служба в часовне Святого Георгия в Виндзоре 5 июня 1972 года, затем похоронен в Королевской усыпальнице.
- 1972 Принц Уильям Глостерский (1941—1972), сын Генри, герцога Глостерского. Похоронен в Королевской усыпальнице 2 сентября 1972 года.
- 1972 Сэр Александр Ремзей (1881—1972), супруг принцессы Патриции Коннаутской. Похоронен в Королевской усыпальнице в октябре 1972 года.
- 1974 Принцесса Патриция Коннаутская (1886—1974), дочь принца Артура, герцога Коннаутского и супруга сэра Александра Ремзея. Похоронена в Королевской усыпальнице в январе 1974 года.
- 1974 Принц Генри, герцог Глостерский (1900—1974), сын короля Георга V, супруг принцессы Алисы, герцогини Глостерской. Похоронен в Королевской усыпальнице 14 июня 1974 года.

### Захоронения с 1980 года по настоящее время
- 1981 Принцесса Алиса, графиня Атлонская (1883—1981), последняя из внуков и внучек королевы Виктории, супруга Александра Кембриджа, графа Атлонского. Заупокойная служба в часовне Святого Георгия в Виндзоре 8 января 1981 года, затем похоронена в Королевской усыпальнице. Её гроб находится в той же могиле, что и гроб её мужа.
- 1981 Джордж Кембридж, 2-й маркиз Кембриджский (1895—1981), сын 1-го маркиза Кембриджского. Похоронен в Королевской усыпальнице 23 апреля 1981 года. Его гроб находится в той же могиле, что и гроб его жены.
- 1986 Уоллис, герцогиня Виндзорская (1896—1986), супруга принца Эдуарда, герцога Виндзорского. Заупокойная служба в часовне Святого Георгия в Виндзоре 29 апреля 1986 года, затем похоронена в Королевской усыпальнице, напротив могилы её мужа.
- 1988 Доротея Кембридж, маркиза Кембриджская (1899—1988), супруга 2-го маркиза Кембриджского. Похоронена в Королевской усыпальнице в апреле 1988 года. Её гроб находится в той же могиле, что и гроб её мужа.
- 1994 Леди Мэй Абель Смит (1906—1994), дочь Александра Кембриджа, граф Атлонского и супруга сэра Генри Абеля Смита. Похоронена в Королевской усыпальнице 9 июня 1994 года; прах её мужа был захоронен здесь в то же время. Супруги покоятся в одной могиле.
- 1994 Сэр Генри Абель Смит (1900—1993), супруг леди Мэй Абель Смит. Кремирован, прах захоронен в Королевской усыпальнице во время похорон его жены 9 июня 1994 года. Супруги покоятся в одной могиле.
- 2004 Принцесса Алиса, герцогиня Глостерская (1901—2004), супруга принца Генри, 1-го герцога Глостерского. Заупокойная служба в часовне Святого Георгия в Виндзоре 5 ноября 2004 года, затем похоронена в Королевской усыпальнице.
- 2005 Сэр Ангус Огилви (1928—2004), супруг принцессы Александры Кентской. Заупокойная служба в часовне Святого Георгия в Виндзоре 5 января 2005 года, затем похоронен в Королевской усыпальнице.

## Ранее захороненные в Королевской усыпальнице
- Мария, королева Югославии (1900—1961), правнучка королевы Виктории, супруга короля Югославии Александра I. Умерла в Лондоне, похоронена 2 июля 1961 года на территории Королевской усыпальницы. Останки эксгумированы 26 апреля 2013 года и перезахоронены в крипте Опленаца в Сербии 28 апреля[2].

## Публичный доступ

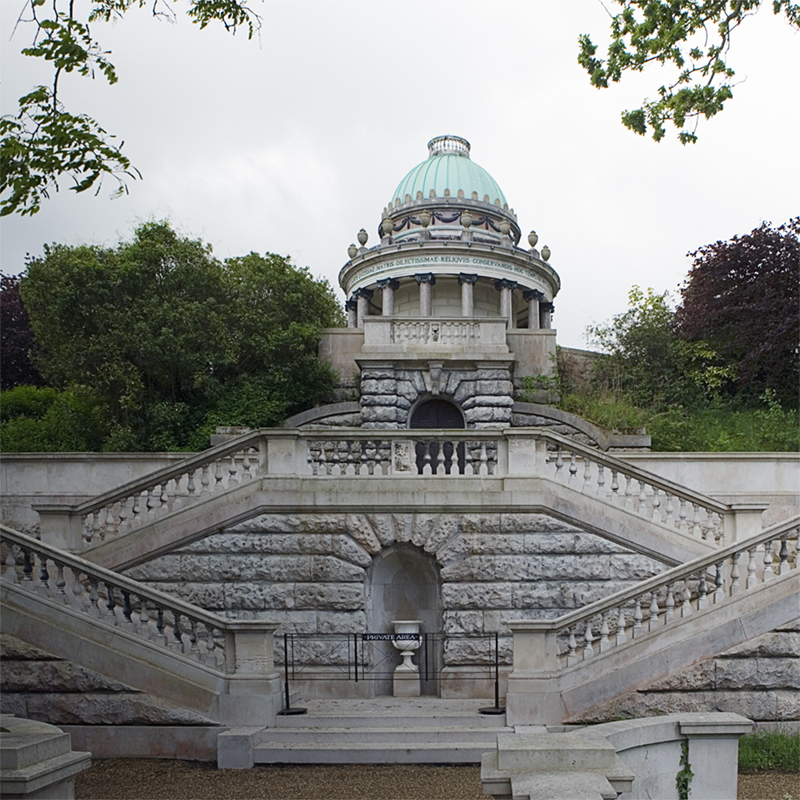
Мавзолей герцогини Кентской.

Фрогмор-хаус и его сады открыты для публики приблизительно 6 дней в году, обычно в районе Пасхи и Банковских каникул в августе.
Королевскую усыпальницу можно осмотреть в дни, когда сады открыты для публики. Мавзолей герцогини Кентской также можно осмотреть снаружи, однако он закрыт для публичного доступа.
Конструкция Королевского мавзолея, места упокоения королевы Виктории и её супруга принца Альберта, является небезопасной; здание закрыто для публики с 2007 года. Ремонт может занять до десяти лет. Королевский Мавзолей открывался в среду в районе дня рождения королевы Виктории, 24 мая, а иногда и в другие дни, когда остальная территория также была доступна.
Проект реставрации был начат в июне 2018 года и рассчитан защитить Мавзолей от сырости, которая со времени постройки разрушала здание.